# Шибалов Олександр Никонорович
Олександр Никонорович Шибалов (9 вересня 1913, село Кашаєво, тепер Торжоцького району Тверської області, Російська Федерація — 31 грудня 1987, місто Ленінград, тепер Санкт-Петербург, Російська Федерація) — радянський діяч, голова виконавчого комітету Ленінградської обласної ради депутатів трудящих. Кандидат у члени ЦК КПРС у 1971—1976 роках. Член ЦК КПРС у 1976—1981 роках. Депутат Верховної ради СРСР 7—10-го скликань.

## Біографія
У 1933 році закінчив Калінінський сільськогосподарський технікум.
У 1933—1942 роках — старший зоотехнік, завідувач опорного пункту обласної дослідної станції із тваринництва в Читинській області (Агінський Бурят-Монгольський національний округ).
У травні 1942—1946 роках — у Червоній армії, учасник німецько-радянської війни. Служив командиром взводу автоматників 114-ї окремої стрілецької бригади на Ленінградському і Калінінському фронтах. 19 серпня 1943 року був важко поранений в бою. Після лікування служив старшим інструктором Павловського районного військкомату Ленінградської області. Демобілізований в 1946 році.
Член ВКП(б) з 1945 року.
У 1947—1957 роках — інструктор, завідувач сільськогосподарського відділу, 2-й секретар Павловського районного комітету ВКП(б) Ленінградської області; 2-й секретар Гатчинського районного комітету КПРС, голова виконавчого комітету Гатчинської районної ради депутатів трудящих Ленінградської області.
У 1957—1961 роках — 1-й секретар Гатчинського міського комітету КПРС Ленінградської області.
У 1961 — січні 1963 року — секретар Ленінградського обласного комітету КПРС.
18 січня 1963 — 15 грудня 1964 року — 2-й секретар Ленінградського сільського обласного комітету КПРС.
15 грудня 1964 — травень 1968 року — секретар Ленінградського обласного комітету КПРС.
У 1965 році закінчив заочно Ленінградський сільськогосподарський інститут.
У травні 1968 — листопаді 1980 року — голова виконавчого комітету Ленінградської обласної ради депутатів трудящих.
З листопада 1980 року — персональний пенсіонер союзного значення.
Помер 31 грудня 1987 року. Похований в Ленінграді (Санкт-Петербурзі) на Богословському цвинтарі.

## Нагороди і звання
- два ордени Леніна
- орден Жовтневої Революції
- орден Трудового Червоного Прапора
- орден Вітчизняної війни І ст. (6.11.1985)
- орден Червоної Зірки (24.02.1945)
- медалі